# Йосікава Тору
Йосікава Тору (яп. 吉川 亨, нар. 13 грудня 1961, Міє) — японський футболіст, що грав на позиції півзахисника.

## Клубна кар'єра
Грав за команду Хітачі.

## Виступи за збірну
Дебютував 1983 року в офіційних матчах у складі національної збірної Японії. У формі головної команди країни зіграв 1 матч.

## Статистика
Статистика виступів у національній збірній.
| Збірна Японії | Збірна Японії | Збірна Японії |
| Роки          | Ігри          | голи          |
| ------------- | ------------- | ------------- |
| 1983          | 1             | 0             |
| Усього        | 1             | 0             |